# Mittenothamnium tapes
Mittenothamnium tapes är en bladmossart som beskrevs av Jules Cardot 1913. Mittenothamnium tapes ingår i släktet Mittenothamnium och familjen Hypnaceae. Inga underarter finns listade i Catalogue of Life.